# 芬斯萊克 (新墨西哥州)
芬斯萊克（英語：Fence Lake）是位於美國新墨西哥州錫沃拉縣的普查規定居民點。

## 人口
根據2020年美國人口普查的數據，芬斯萊克的面積為7.77平方千米，皆為陸地。當地共有人口17人，而人口密度為每平方千米2.19人。